# Frank Fisher (Eishockeyspieler)
Franklyn Wood „Frank“ Fisher (* 16. Mai 1907 in Bailieboro, Ontario; † 23. April 1983 in Toronto, Ontario) war ein kanadischer Eishockeyspieler. Bei den Olympischen Winterspielen 1928 gewann er als Mitglied der kanadischen Nationalmannschaft die Goldmedaille.

## Karriere
Frank Fisher verbrachte einen Teil seiner Karriere als Eishockeyspieler bei den Toronto Varsity Grads, mit denen er 1927 den Allan Cup, den kanadischen Amateurmeistertitel, gewann. Im folgenden Jahr vertrat er mit den Varsity Grads Kanada bei den Olympischen Winterspielen. Nach seinem Karriereende war er als Geschäftsmann tätig.

### International
Für Kanada nahm Fisher an den Olympischen Winterspielen 1928 in St. Moritz teil, bei denen er mit seiner Mannschaft die Goldmedaille gewann.

## Erfolge und Auszeichnungen
- 1927 Allan-Cup-Gewinn mit den Toronto Varsity Grads
- 1928 Goldmedaille bei den Olympischen Winterspielen